# TIM Music Awards
Los premios italianos TIM Music Awards, conocidos entre los años 2007-2013 y los años 2015-2018 como Wind Music Awards, en el año 2014 simplemente como Music Awards, y entre los años 2019 y 2021 como SEAT Music Awards, son premios musicales que honran a los artistas musicales italianos que han vendido una cierto número de copias de un álbum, canción digital o DVD en Italia, según lo certificado por la Federación de la Industria Musical Italiana.
Los premios están organizados por la agencia Friends & Partners, con sede en Milán, y se celebran desde 2007 como reemplazo de los cancelados Italian Music Awards celebrados entre los años 2001-2003.
En 2014 fueron conocidos oficialmente como simplemente Premios de la Música mientras que entre 2019 y 2021 han contado con el patrocinio de SEAT. 
A partir de 2022 cuenta con el patrocinio de TIM.

## Premios
Basados en:  
|                 | Diamante | Multiplatino | Platino | Oro    |
| --------------- | -------- | ------------ | ------- | ------ |
| Álbum           | 300.000  | 120.000      | 60.000  | 30.000 |
| Canción digital |          | 60.000       | 30.000  |        |
| DVD de música   |          |              | 30.000  |        |